# Потапенко, Дмитрий Валерьевич
Дми́трий Вале́рьевич Пота́пенко (род. 30 марта 1970, Москва) — российский предприниматель, радиоведущий, видеоблогер, писатель, общественный деятель.

## Биография
Окончив школу, поступил в Московский институт радиотехники, электроники и автоматики и в 1993 году получил диплом по специальности «инженер конструктор-технолог». Учёба в вузе прерывалась на год из-за службы в армии (в конце периода массового призыва студентов).
Согласно официальному сайту Потапенко, в 2002 году он получил дипломы MBA в ВАВТ и в Университете штата Калифорния в Ист-Бэй В 2018 году журналисты «Независимой газеты» подвергли сомнению действительность данного диплома. Имеет свидетельство Московской областной аудиторской палаты.
В молодости фарцевал пластинками, работал санитаром в психбольнице и в морге. В течение полутора лет был охранником президента банка «Российский кредит». В школе увлекался карате.
Представлен как бизнес-тренер на множестве ресурсов посвященных данной тематике.
Торговал техникой на «Горбушке» в соседнем ряду с Евгением Чичваркиным.
1995–2000 — старший менеджер, затем вице-президент по продажам и маркетингу Grundig GmbH в странах Балтии.
998–2001 — генеральный директор ОАО «МЭЗ ДСП», вице-президент по инвестиционному развитию ПБК «КредитИмпексБанк».
2001–2003 — заместитель управляющего группы компаний «Логос», генеральный директор ООО «Центры оптовых продаж».
2003–2005 — управляющий сбытовой сети «Пятёрочка» по Москве и области.
Является управляющим партнёром европейской компании «Management Development Group», в которую входят продуктовые сети „Продэко“, „ГастрономчикЪ“, „Апельсин“, „Купцы“, „Экономка“, а также различные сети кафе и столовых).
С 2018 по март 2020 вёл программу «Потапенко будит!» на радиостанции «Серебряный дождь». Является ведущим программы «Курс Потапенко» на YouTube-канале «Живой Гвоздь».
26 января 2024 года Министерством юстиции России внесён в список физических лиц «иностранных агентов».
Автор YouTube-канала «Потапенко ТВ», на март 2025 года канал имеет более 1 млн. подписчиков.

## Критика
Профессиональные и личные достижения Потапенко подверглись сомнению изданием «Независимая газета». Журналист издания отмечал, что начальные этапы карьеры Потапенко известны исключительно с его слов. В частности, компании, указанные им как успешные и обладающие филиалами, согласно выпискам — были либо закрыты, либо убыточны, либо не имели к нему отношения, либо вовсе не существовали. Это же касается и информации о его чемпионском титуле по карате.

## Семья
Женат на Елене Потапенко, которая работает бизнес- и семейным психологом; поженились в июле 2014 года. Потапенко — отец трёх дочерей.

## Политическая деятельность
В феврале 2016 года сообщил о планах войти в руководство партии «Правое дело», которую возглавил бизнес-омбудсмен Борис Титов. Причиной вхождения в политику было названо желание «улучшить свою работу по помощи предпринимателям». На выборах в Государственную думу 2016 года баллотировался от «Партии Роста» по 97-му Калининградскому одномандатному избирательному округу (Калининградская область), но не был избран.

Я абсолютно осознанно пошёл на этот шаг. Рассуждать о никчёмности властей без попытки самому что-либо изменить было бы глупо. Мой жизненный опыт — это практика и результат, я не умею работать иначе. Уверен, с таким багажом знаний и навыков, с таким количеством поддерживающих меня людей я смогу добиться того, чтобы в Думе наконец зазвучал голос разума. Осаждать глупые законы, имея голос, за которым десятки тысяч людей, намного легче. Попасть в систему и изменить принцип её действия — цель, ради которой стоит бороться. Именно поэтому я здесь. Вы со мной?

Входил также в общефедеральную часть федерального списка «Партии Роста», по итогам выборов не преодолевшей пятипроцентный барьер для прохождения в Госдуму.
Является экспертом Московского экономического форума.
В 2021 году Российская партия свободы и справедливости включила Потапенко в общефедеральную часть списка кандидатов на выборы в Госдуму восьмого созыва, он должен был баллотироваться по Кунцевскому одномандатному округу города Москвы № 197. Регистрация Потапенко была отменена Верховным судом России по иску Центризбиркома в связи с получением информации о наличии у Потапенко иностранных финансовых инструментов. По утверждению самого Потапенко под этим подразумевались акции Сбера и Яндекса. 2 сентября 2021 года ЦИК РФ опубликовала список из 19 иностранных финансовых инструментов, в котором помимо акций Яндекса фигурируют также Alibaba Group, Apple, Bank of America, Ford, Pfizer, Tesla и другие бумаги.

## Известность в СМИ
Является автором статей на сайте  Republic (бывший Slon.ru), ведущим авторских программ «Курс Потапенко» на радио Эхо Москвы, «Бизнес и немного личного» на радио «Комсомольская правда». Также вёл колонки в журнале «Секрет фирмы», авторские программы «Час предпринимателя» и «Переход наличности» на Сити ФМ.
Потапенко много говорит о проблемах бизнеса в стране и критикует власть:

Да нет у нас государства. Есть люди, пришедшие во власть, чтобы делать бизнес. И есть топ-500 компаний РБК, среди которых негосударственного бизнеса — только в рамках математической погрешности. В 1990-е бюджет России зависел от нефтегазовых доходов на 6—8 %, а сейчас — на 55 %. Добавьте туда остальное сырьё — и получится, что, кроме сырья, мы ничего не качаем.

Во всех странах мира по закону жить удобно, в России — невозможно. У нас претензий нет только к мёртвым. Главные бизнесмены — чиновники. А мы — мелкая шелупонь, собирающая крошки с их стола. Наши законы заведомо пишутся так, чтобы они не коррелировались друг с другом. Чтобы всегда была возможность взять за задницу. Но это моя страна, и я никуда из неё бежать не собираюсь.

В СМИ и социальных сетях получил известность после выступления на Московском экономическом форуме в декабре 2015 года, в ходе которого резко раскритиковал отношение властей к бизнесу (введение продуктового эмбарго, систему «Платон»). В частности, Потапенко заявлял что ущерб экономике наносят не западные санкции, а действия собственных чиновников, что «запретительные кредитные ставки нам не Барак Обама сделал». Видео набрало за сутки на YouTube почти 300 тысяч просмотров.

## Интервью
- «Я удивлен, что власть сама себя свергает» / Дмитрий Потапенко // Вы держитесь // RTVi. 2 апреля 2022 г.
- Дмитрий Потапенко и Лев Шлосберг: «Жестокая экономика» / Люди мира // ГражданинЪ TV. 3 марта 2023 г.
- Как мы оказались в такой заднице? Интервью с Дмитрием Потапенко // НО.Медиа из России. 6 марта 2024 г.
- Дмитрий Потапенко и Лев Шлосберг: «Экономика пятого срока» / Люди мира // ГражданинЪ TV. 15 мая 2024 г.

## Книги
- Потапенко Д. В. Честная книга о том, как делать бизнес в России. — М., 2016.
- Потапенко Д. В. Бизнес — это глаголы и существительные, которые заканчиваются цифрами. — М., 2017.
- Потапенко Д. В. Теория экономического потрясения. Что нужно знать о бизнесе, кризисе и власти сегодня. — М., 2021.